# Прва савезна лига Југославије у фудбалу 1952.

Прва савезна лига Југославије била је највиши ранг фудбалског такмичења у Југославији 1952. године. И двадесетпета сезона по реду у којој се организовало првенство Југославије у фудбалу.
У сезони 1952. прва југословенска лига је скраћена и убрзана. Играла се током периода од нешто више од три и по месеца, од 2. марта 1952. до 2. јуна 1952. Разлог за ово била је жеља да се наредна сезона отпочне с јесени 1952. године, и да се тако уведе формат такмичења јесен-пролеће који је постао норматив широм Европе.
Клубови су иницијално били подељени у две прелиминарне групе по шест тимова, у којима је свако са сваким играо два пута (кући и и у гостима).
Затим, у складу са пласманом на табели формиране су три групе:
- Прва два тима из сваке прелиминарне групе су сачињавала групу од четири тима, и одлучивала о коначном пласману од 1.-4. места, а победник ове групе ће постати шампион.
- Тимови на трећем и четвртом месту у прелиминарним групама чинили су средњу групу од четири тима и одлучивали о пласману од 5.-8. места.
- Два последња тима у свакој прелиминарној групи су сачињавала групу од четири тима, и одлучивала о пласману од 9.-12. места као и о томе која два тима ће се преселити у нижи ранг такмичења.

Шампион је постао Хајдук из Сплита који иако је прелиминарној групи био другопласирани иза Црвене звезде, у финалној групи за шампиона ипак успео да заврши испред свог београдског ривала. Из лиге су испали Работнички и Мачва Шабац, оба тима из прве прелиминарне групе.

## Учесници првенства
У фудбалском првенство Југославије у сезони 1952. је учествовало укупно 12 тимова, од којих су 5 са простора НР Србије, 4 из НР Хрватске, 2 из НР Македоније и 1 из НР Босне и Херцеговине.
- БСК, Београд
- Вардар, Скопље
- Војводина, Нови Сад
- Динамо, Загреб
- Загреб
- Локомотива, Загреб
- Мачва, Шабац
- Партизан, Београд
- Работнички, Скопље
- Сарајево
- Хајдук, Сплит
- Црвена звезда, Београд

## Табела

### Прелиминарне групе

#### Прва прелиминарна група
| Место | Клуб       | мечева | победа | нерешених | пораза | дати голови | примљени голови | гол разлика | бодова |
| ----- | ---------- | ------ | ------ | --------- | ------ | ----------- | --------------- | ----------- | ------ |
| 1     | Динамо     | 10     | 8      | 0         | 2      | 27          | 13              | +14         | 16     |
| 2     | Локомотива | 10     | 7      | 0         | 3      | 20          | 9               | +11         | 14     |
| 3     | Партизан   | 10     | 6      | 0         | 4      | 24          | 15              | +9          | 12     |
| 4     | Војводина  | 10     | 5      | 0         | 5      | 21          | 15              | +6          | 10     |
| 5     | Работнички | 10     | 2      | 1         | 7      | 9           | 30              | -21         | 5      |
| 6     | Мачва      | 10     | 1      | 1         | 8      | 10          | 29              | -19         | 3      |

##### 1. Коло
| Динамо | 0:1 (0:1) | Локомотива       |
| ------ | --------- | ---------------- |
|        |           | Владимир Фирм 3’ |

| Војводина | 5:2 (3:1) | Работнички |
| --------- | --------- | ---------- |
|           |           |            |

| Мачва | 0:1 (0:0) | Партизан |
| ----- | --------- | -------- |
|       |           |          |

##### 2. Коло
| Локомотива | 3:0 (1:0) | Партизан |
| ---------- | --------- | -------- |
|            |           | Фирм 3’  |

| Работнички | 2:1 (1:0) | Мачва |
| ---------- | --------- | ----- |
|            |           |       |

| Динамо | 3:2 (3:2) | Војводина |
| ------ | --------- | --------- |
|        |           |           |

##### 3. Коло
| Војводина | 0:1 (0:1) | Локомотива |
| --------- | --------- | ---------- |
|           |           |            |

| Мачва | 2:3 (0:3) | Динамо |
| ----- | --------- | ------ |
|       |           |        |

| Партизан | 1:0 (1:0) | Работнички |
| -------- | --------- | ---------- |
|          |           |            |

##### 4. Коло
| Локомотива | 3:0 (1:0) | Работнички |
| ---------- | --------- | ---------- |
|            |           |            |

| Динамо | 3:1 (1:0) | Партизан |
| ------ | --------- | -------- |
|        |           |          |

| Војводина | 3:0 (1:0) | Мачва |
| --------- | --------- | ----- |
|           |           |       |

#### Друга прелиминарна група
| Место | Клуб          | мечева | победа | нерешених | пораза | дати голови | примљени голови | гол разлика | бодова |
| ----- | ------------- | ------ | ------ | --------- | ------ | ----------- | --------------- | ----------- | ------ |
| 1     | Црвена звезда | 10     | 7      | 0         | 3      | 20          | 16              | +4          | 14     |
| 2     | Хајдук        | 10     | 6      | 0         | 4      | 23          | 11              | +12         | 12     |
| 3     | БСК           | 10     | 4      | 2         | 4      | 19          | 12              | +7          | 10     |
| 4     | Вардар        | 10     | 5      | 0         | 5      | 13          | 18              | -5          | 10     |
| 5     | Загреб        | 10     | 3      | 2         | 5      | 7           | 12              | -5          | 8      |
| 6     | Сарајево      | 10     | 3      | 0         | 7      | 8           | 21              | -13         | 6      |

### Финалне групе

#### Група за шампиона
| Место | Клуб          | мечева | победа | нерешених | пораза | дати голови | примљени голови | гол разлика | бодова |
| ----- | ------------- | ------ | ------ | --------- | ------ | ----------- | --------------- | ----------- | ------ |
| 1     | Хајдук        | 6      | 4      | 1         | 1      | 12          | 4               | +8          | 9      |
| 2     | Црвена звезда | 6      | 3      | 2         | 1      | 11          | 6               | +5          | 8      |
| 3     | Локомотива    | 6      | 2      | 0         | 4      | 12          | 19              | -7          | 4      |
| 4     | Динамо        | 6      | 0      | 3         | 3      | 8           | 14              | -4          | 3      |

#### Средња група
| Место | Клуб      | мечева | победа | нерешених | пораза | дати голови | примљени голови | гол разлика | бодова |
| ----- | --------- | ------ | ------ | --------- | ------ | ----------- | --------------- | ----------- | ------ |
| 5     | БСК       | 6      | 5      | 1         | 0      | 15          | 6               | +9          | 11     |
| 6     | Партизан  | 6      | 3      | 1         | 2      | 17          | 11              | +6          | 7      |
| 7     | Вардар    | 6      | 2      | 1         | 3      | 8           | 15              | -7          | 5      |
| 8     | Војводина | 6      | 0      | 1         | 5      | 7           | 15              | -8          | 1      |

#### Група за опстанак
| Место | Клуб       | мечева | победа | нерешених | пораза | дати голови | примљени голови | гол разлика | бодова |
| ----- | ---------- | ------ | ------ | --------- | ------ | ----------- | --------------- | ----------- | ------ |
| 9     | Сарајево   | 6      | 3      | 2         | 1      | 8           | 3               | +5          | 8      |
| 10    | Загреб     | 6      | 2      | 3         | 1      | 6           | 6               | 0           | 7      |
| 11    | Работнички | 6      | 2      | 1         | 3      | 10          | 14              | -4          | 5      |
| 12    | Мачва      | 6      | 1      | 2         | 3      | 7           | 8               | -1          | 3      |

Најбољи стрелац лиге био је Станоје Јоцић из БСК Београда са 13 голова.
У виши ранг такмичења су се пласирали: Спартак Суботица и Вележ.

## Првак
Хајдук Сплит (тренер:Јозо Матошић)
играчи:
- Владимир Беара
- Љубомир Кокеза
- Божо Брокета
- Л. Грчић
- Мрчић
- Славко Луштица
- Шенауер
- Младинић
- Андријашевић
- Фране Матошић
- Бернард Вукас
- Катнић
- Стане Крстуловић
- Д. Грчић
- Араповић
- Дрводелић

| Првак Југославије у фудбалу 1952. |
| --------------------------------- |
| Хајдук 4. титула (2. у ФНРЈ)      |